# Eraclio (ricettario)
Il ricettario chiamato Eraclio è secondo alcuni studiosi il più antico compendio pervenuto pressoché integrale in materia di tecniche artistiche e artigianali del medioevo. Il titolo completo è De coloribus et artibus romanorum.

## Il testo
Nel proemio si fa riferimento alle tecniche perdute dell'antica Roma, la cui memoria doveva essere ancora viva in tutta Europa, e l'autore si propone proprio di rivelarle nel suo libro, che però dovrà essere custodito gelosamente da chi ne venga in possesso.
Fu scritto forse da un monaco (usa le espressioni frater e pia corda), ma non vi sono riferimenti a Dio o a uno spirito religioso: per questo alcuni studiosi hanno anche ipotizzato che l'autore fosse un artefice laico, magari a bottega presso una sede vescovile o un monastero, dove certo poté documentarsi in una biblioteca.
È composto da tre parti, due delle quali in esametri latini, risalenti forse all'VIII o X secolo, e una in prosa più recente, forse del XII o XIII secolo. 
I manoscritti più antichi risalgono tra la fine del XII e l'inizio del XIII secolo, mentre un frammento con sedici ricette è stato trovano in Germania e datato all'XI secolo. Come collocazione geografica dell'autore è stato proposto il Veneto per i primi due libri e la Francia del nord o l'Inghilterra per il terzo libro.
Il fatto che esista un proemio ma non epilogo ha fatto pensare al fatto che l'opera si sia conservata incompleta. Il testo fu manipolato almeno a partire dall'XI secolo, come testimoniato dalle differenze tra i vari manoscritti, mentre il terzo libro fu accorpato solo in seguito. 
I colori descritti per la produzione di miniature (rosso dall'edera, verde artificiale e vegetale, giallo orpimento e scrittura d'oro)  sono quelli tipici dell'VIII secolo in Italia, in particolare nel Nord-Est. Vi è citata anche la lavorazione dell'avorio, che esisteva nei centri transalpini a partire dal VII secolo, ma che giunse in Italia meridionale per esempio solo nel X secolo.
Queste ricette tecniche sono molto preziose per capire come gli antichi artefici arrivassero alle opere d'arte, come creassero e applicassero i colori e come ottenessero particolari effetti. In questa raccolta la forma letteraria è particolarmente curata per la presenza dei versi, e vi si trovano influenze di concetti riscontrabili in Vitruvio, Plinio il Vecchio e Isidoro da Siviglia. Molte sono poi le somiglianze qua e là con un altro testo nato più o meno in quegli anni, la Mappae clavicula e con il pressoché contemporaneo Manoscritto di Lucca. Simile per l'impostazione in esametri è il Carmen medicinale dell'inizio dell'VIII secolo.
Nei capitoli V e VI sono intercalati due aneddoti legati al sapere tradizionale degli artigiani. Il primo racconta come, dove e quando fu scoperto il vetro in Medio Oriente; il secondo racconta di uno sfortunato inventore del vetro infrangibile, che venne fatto decapitare da Tiberio perché non divulgasse il suo segreto che avrebbe fatto crollare il prezzo di oro e argento per la scoperta di una nuova materia ben più utile e preziosa.

## Ipotesi di collocazione
Guardando al linguaggio utilizzato, si notano alcuni termini medievali che non appartengono al latino classico. Tra questi c'è husa (I 8,3) usato per indicare una specie di storione: si tratta di un germanismo e il fatto che sia chiarito tramite una parafrasi («piscem qui dicitur husa») lascia intendere che il testo non sia stato scritto in area germanica dove non sarebbe stato necessario spiegare il significato del nome di una specie indigena presente da tempo nella lingua corrente.
Notevolmente sviluppate sono anche le conoscenze della lavorazione del vetro: sia del graffito, sia della colorazione e dell'uso dell'oro, tutto senza il bisogno di descrivere una fornace, forse perché egli operava in una zona dove esse erano note da sempre.